# Сидорята (Кировская область)
Сидоря́та — деревня в Омутнинском районе Кировской области. Входит в Вятское сельское поселение.

## География
Находится на левобережье Вятки на расстоянии примерно 3 километров по прямой на северо-восток от районного центра города Омутнинск.

## История
Починок «На прежних Ржищах» образовался в 1782 году. В 1834 году в починке проживало 32 человека, в 1858 году 52.  В 1876 году учтено  9 хозяйств и 52 жителя,  в 1926 94 и 221.  В период коллективизации был в составе колхоза «Первомайский», позже работал колхозы «Сидорятский»,  «Дружба» и откормсовхоз «Омутнинский». В 1974 году учтено 3 хозяйства, потом исчезли и они. Деревня Сидорята снята с регистрации решением Кировского облисполкома от 12.12.1977 года. В 1989 году вблизи деревни Омутнинский торг организовал подсобное хозяйство «Новые Сидорята», с 1998 года здесь начало работать подсобное хозяйство ИТК-17. Решением Малого совета Кировского облисполкома 22.12.1992 года за № 205 деревня Сидорята восстановлена в учётных данных.

## Население
Постоянное население  составляло 8 человек (русские 100%) в 2002 году, 5 в 2010.